# Rudy Collins
Rudy Collins (født 24. juli 1934 i New York City i USA, død 15. august 1988) var en amerikansk jazztrommeslager.
Collins er nok bedst kendt som Dizzy Gillespies trommeslager i begyndelsen af 1960'erne, f.eks. på pladen Jambo Caribe.
Han har også spillet med Roy Eldridge, Kai Winding, Cab Calloway, J.J. Johnson, Quincy Jones og Lalo Schifrin.
Collins Startede som beboptrommeslager, men blev senere interesseret i free jazzen.
Han spillede bl.a. her med Cecil Taylor.

## Diskografi
With Ahmed Abdul-Malik
- Sounds of Africa (New Jazz, 1962)

With Gene Ammons
- Night Lights (Prestige, 1970 [1985])

With Ray Bryant
- The Ray Bryant Touch (Cadet, 1967)

With Billy Butler
- This Is Billy Butler! (Prestige, 1968)

With Dizzy Gillespie
- The New Continent (Limelight, 1962)
- New Wave (Phillips, 1963)
- Dizzy Gillespie and the Double Six of Paris (Phillips, 1963)
- Something Old, Something New (Phillips, 1964)
- Jambo Caribe (Limelight, 1964)
- I/We Had a Ball (Limelight, 1965) - 1 track
- Paris Jazz Concert Olympia Nov 24th 1965 (Laserlight (2002)

With J. J. Johnson and Kai Winding
- Dave Brubeck and Jay & Kai at Newport (Columbia, 1956)

With Junior Mance
- Live at the Top (Atlantic, 1968)

With Herbie Mann
- Flute, Brass, Vibes and Percussion (Verve, 1959)
- The Common Ground (Atlantic, 1960)
- The Family of Mann (Atlantic, 1961)
- Herbie Mann at the Village Gate (Atlantic, 1961)
- Herbie Mann Returns to the Village Gate (Atlantic, 1961 [1963])
- Our Mann Flute (Atlantic, 1966)

With James Moody
- Comin' On Strong (Argo, 1963)

With the Jimmy Owens-Kenny Barron Quintet
- You Had Better Listen (Atlantic, 1967)

With Dave Pike
- Bossa Nova Carnival (New Jazz, 1962)

With Lalo Schifrin
- Lalo = Brilliance (Roulette, 1962)
- Bossa Nova: New Brazilian Jazz (Audio Fidelity, 1962)
- Piano, Strings and Bossa Nova (MGM, 1962)

With Randy Weston
- Tanjah (Polydor, 1973)

With Leo Wright
- Suddenly the Blues (Atlantic, 1962)

With Quincy Jones
- Big Band Bossa Nova (Mercury, 1962)